# Pallavolo ai Giochi della XXXII Olimpiade
I tornei di pallavolo ai Giochi della XXXII Olimpiade si sono svolti dal 24 luglio all'8 agosto 2021 a Tokyo, in Giappone, durante i Giochi della XXXII Olimpiade.
Originariamente previsti dal 25 luglio al 9 agosto 2020, il 24 marzo 2020 i tornei, così come l'intera manifestazione, sono stati posticipati di un anno a causa della pandemia di COVID-19.

## Calendario
| Uomini | 1°T |     | 1°T |     | 1°T |     | 1°T |     | 1°T |     | QF |    | SF |    | f | F |   |   | 1 |
| Donne  |     | 1°T |     | 1°T |     | 1°T |     | 1°T |     | 1°T |    | QF |    | SF |   |   | f | F | 1 |
| Totale |     |     |     |     |     |     |     |     |     |     |    |    |    |    | 1 | 1 | 1 | 1 | 2 |

|  | Qualificazioni |  | Finale 3º posto |  | Finale 1º posto |

## Podi
| Evento                         | Oro         | Argento | Bronzo    |
| Pallavolo maschile (dettagli)  | Francia     | ROC     | Argentina |
| Pallavolo femminile (dettagli) | Stati Uniti | Brasile | Serbia    |